# Fábio Camilo de Brito
Fábio Camilo de Brito (sinh ngày 6 tháng 6 năm 1975) là một cầu thủ bóng đá người Brasil.

## Sự nghiệp câu lạc bộ
Fábio Camilo de Brito đã từng chơi cho Urawa Reds.

## Thống kê câu lạc bộ

### J.League
| Đội        | Năm       | J.League | J.League | J.League Cup | J.League Cup | Tổng cộng | Tổng cộng |
| Đội        | Năm       | Trận     | Bàn      | Trận         | Bàn          | Trận      | Bàn       |
| ---------- | --------- | -------- | -------- | ------------ | ------------ | --------- | --------- |
| Urawa Reds | 2004      | 10       | 1        | 2            | 0            | 12        | 1         |
| Urawa Reds | 2005      | 10       | 1        | 0            | 0            | 10        | 1         |
| Urawa Reds | 2006      | 9        | 0        | 0            | 0            | 9         | 0         |
| Urawa Reds | 2007      | 12       | 2        | 0            | 0            | 12        | 2         |
| Tổng cộng  | Tổng cộng | 41       | 4        | 2            | 0            | 43        | 4         |